# Crudiveganisme
El crudiveganisme és una dieta basada en aliments crus d'origen vegetal. Exclou tots els productes d'origen animal, i tots els aliments que per consumir-se necessitin ser sotmesos a cocció. En formen part verdures i fruites, fruita seca, cereals, i llegums germinats, altres llavors, olis vegetals, algues marines, bolets i les seves combinacions i preparats. Existeixen modalitats encara més restrictives d'aquesta dieta, com per exemple, l'alimentació a força de fruites, anomenada frutarianisme o frugivorisme.

## Origen del terme
L'expressió «crudiveganisme» deriva de la unió de dues paraules: «crudivorisme» i «veganisme». Expressions sinònimes són «veganisme crudívor» o «crudivorisme vegà».

## Definició
El crudiveganisme es refereix a l'alimentació basada en aliments d'origen vegetal que no han estat cuits, definint la cocció com un procés d'escalfament que supera els 46.7 °C (116 °F) de temperatura.
Temperatures superiors desnaturalitzen les proteïnes, desactiven els enzims, destrueixen algunes vitamines i modifiquen altres nutrients. Els cereals i les llegums es consumeixen després de remullar-los o germinar-los, ja que aquest procés els estova i activa els seus enzims. És necessari tenir en compte que algunes llavors, per exemple la soja, les guixeres o el garrofer bord són tòxics si no es cuinen. Uns altres, com les ametlles dolces, poden sintetitzar substàncies tòxiques si germinen en presència de llum. També hi ha fongs.
El crudiveganisme pur promou:
- El predomini en la dieta d'aliments amb el menor processament possible, frescos, no refinats, madurs i no tractats amb pesticides químics. Admet els aliments deshidratats per mitjà d'exposició a l'aire o al sol. Aconsella evitar els que contenen midó, com les patates i els cereals sense germinar.
- Consumir equilibradament fruites dolces, verdures, vegetals grassos com l'alvocat, llavors oleaginoses remullades, olis vegetals, germinats de cereals, de llegums i d'altres llavors, algues, i fermentats, es tracta de combinar-los adequadament en cada ingestió.

## Motivacions
Encara que hi ha indicis que en el passat, alguns grups van poder ser crudívors, com per exemple, els esenis, el crudivorisme ha estat difós a partir de finals del segle XIX, amb l'auge de l'higienisme.

### Raons de salut
Aquesta dieta, segons els seus promotors, seria la millor per promoure i recuperar la salut,
Segons la doctrina crudivegana, els comestibles que no són atractius al gust humà en el seu estat natural, com, per exemple, els cereals sense germinar i crus, no serien adequats per a l'òptim benestar de salut, ni tan sols consumits crus, en raó del disseny natural de l'ésser humà. La calor de la cocció, fins i tot en els aliments considerats com a «naturals» de l'ésser humà, com per exemple les fruites dolces i les fulles verdes tendres, destruiria els nutrients. Això ha estat desmentit per diversos estudis que asseguren que les verdures de fulles verdes posseeixen oxalats que inhibeixen l'absorció de nutrients com el ferro per la qual cosa es fa necessari remullar-los i coure'ls per a una correcta absorció
Els partidaris dels aliments crus han d'assegurar-se d'obtenir i suplementar la vitamina B₁₂, i no dependre de les fonts naturals com les algues o els aliments fermentats, ja que aquests no constitueixen una font efectiva d'aquesta vitamina.

### Raons morals
Els termes vegà i vegana es refereixen a l'estil de vida humà que respecta, com a mínim, la vida, la llibertat, la integritat psicofísica, i el gaudi natural de tots els animals, i els humans, abstenint-se de lesionar aquests drets, i en particular, ometre el consum de comestibles d'origen animal (amb excepció, òbviament, de la lactància) i l'ús de productes o serveis derivats de l'explotació animal, amb motiu d'entendre que una altra conducta és injusta i que ha d'abolir-se. La doctrina promotora de l'estil de vida vegà, i el moviment vegà, són coneguts com a "veganisme". De les respectives definicions de les paraules "vegà" i "crudivegà" es deriva que no necessàriament el crudiveganisme és una espècie de veganisme, atès que el veganisme és una doctrina de respecte als animals i als humans, que inclou i excedeix l'específicament dietètic. Respecte de les raons morals, el crudiveganisme, normalment comparteix els fonaments ètics del veganisme.
Cal no confondre crudiveganisme amb crudivorisme, doncs el primer es refereix a una doctrina que inclou l'alimentació crua i el respecte per tot el viu, mentre que el crudívor se centra en el consum d'aliments crus sense més, això inclou per exemple la carn, i s'aparta per tant, de les raons morals del menjar vegà.
Gandhi era un promotor del crudiveganisme:
| «                | De l'examen del cos humà es dedueix que l'home està condicionat per la natura per alimentar-se només de vegetals. Hi ha la major afinitat entre els òrgans del cos humà i els dels animals que s'alimenten de fruits. El mico, per exemple, és molt similar a l'home quant a forma i estructura, i és un animal que s'alimenta de fruits. […] Jo sempre he propiciat la dieta purament vegetariana, però l'experiència m'ha ensenyat que, per mantenir-me en perfecta forma, aquesta dieta ha d'incloure llet i certs productes lactis, com la quallada, la mantega i el ghi. Això significa un desviament de la meva idea original. […] Però estic convençut que al vast regne vegetal hi deu haver alguna planta que, alhora que suplanti les substàncies necessàries que extraiem de la llet i de la carn, no en tingui els inconvenients, ni ètics ni de cap altra classe. […] La dieta vegetariana no té preu per a mi. Sento que el progrés espiritual demana en algun moment que deixem de matar els nostres proïsmes per satisfer els nostres desitjos corporals. […] Per tant, l'única base per tindre una població vegetariana i proclamar el principi vegetarià és, i ha de ser, la moral. […] El valor ètic dels aliments crus no té comparació. Des del punt de vista econòmic, aquests aliments tenen possibilitats que no ofereix cap aliment cuit. En conseqüència, procuro obtenir la generosa ajuda de tots els metges i els llecs interessats a reformar dietes. | » |
| — Mahatma Gandhi | |   |

### Raons ecològiques
Una de les justificacions ambientals principals és que aquest règim no consumeix energia, ni per la cocció, ni per al transport, i redueix també la necessitat de material per empaquetar.
Menjar vegetals crus implica que no és necessari conrear pinsos i farratges per alimentar el bestiar, per la qual cosa la superfície dedicada per a ells podria dedicar-se a altres usos o fins i tot deixar-se sense explotar.

## Crítiques
Les crítiques al crudivorisme provenen punt de fonts acadèmiques com de col·lectius vegetarians, per exemple, els que sostenen els llocs d'internet Beyond Vegetarianism i Let Them Eat Meat. La crítica fonamental es refereix als dubtes que un règim crudívor sigui suficientment nutritiu a llarg termini.
Algunes persones que en el seu moment van abraçar el crudivorisme van renegar més tard d'ell, com Susan Schenck, qui va publicar un llibre promovent la dieta crudivegana, The live food factor, i un temps després va publicar un altre llibre totalment oposat, Beyond broccoli: creating a biologically balanced diet when a vegetarian diet doesn't work.
Lierre Keith, després d'un parell de dècades de veganisme, va escriure un llibre declarant que el veganisme no li havia funcionat, anomenat The vegetarian myth: food, justice, and sustainability.
Richard Wrangham, antropòleg britànic que va ser alumne de Jane Goodall i professor de la Universitat Harvard, diu:
| «                  | Yo pensaba que los orígenes del hombre se explicaban porque empezó a comer carne. […] Sin embargo, tras un replanteamiento de ese principio convencionalmente aceptado, lo que creo ahora es que cocinar fue el avance fundamental que convirtió al mono en hombre. La preparación de los alimentos es el rasgo característico y distintivo de la dieta alimenticia del hombre. Al cocinarlos, no solo se consigue que los alimentos dejen de ser peligrosos y resulten más fáciles de comer sino que también nos garantizamos grandes cantidades de energía en comparación con un régimen de alimentos crudos, lo que hace innecesaria la ingestión de grandes volúmenes de comida. | » |
| — Richard Wrangham | |   |